# Adolf von Guttenberg

Adolf Ritter von Guttenberg

Adolf Ritter von Guttenberg (* 19. Oktober 1839 in Tamsweg; † 23. März 1917 in Wien) war ein österreichischer Forstwissenschaftler und Naturschützer.

## Leben und Wirken
Adolf Ritter von Guttenberg entstammte einem Adelsgeschlecht aus Württemberg. Sein Vater Anton Ritter von Guttenberg war Leiter des Forstamtes in Tamsweg. Adolf studierte an der Forstakademie in Schemnitz (Banská Štiavnica, heute in der Slowakei). Ab 1862 war er am k.k. steiermärkischen Salzkammergutforst Grubegg in Bad Mitterndorf beschäftigt und anschließend beim k.k. Forstamt Gusswerk bei Mariazell. 1867 wurde er als Assistent an der k.k Forstakademie Mariabrunn in Hadersdorf-Weidlingau angestellt.

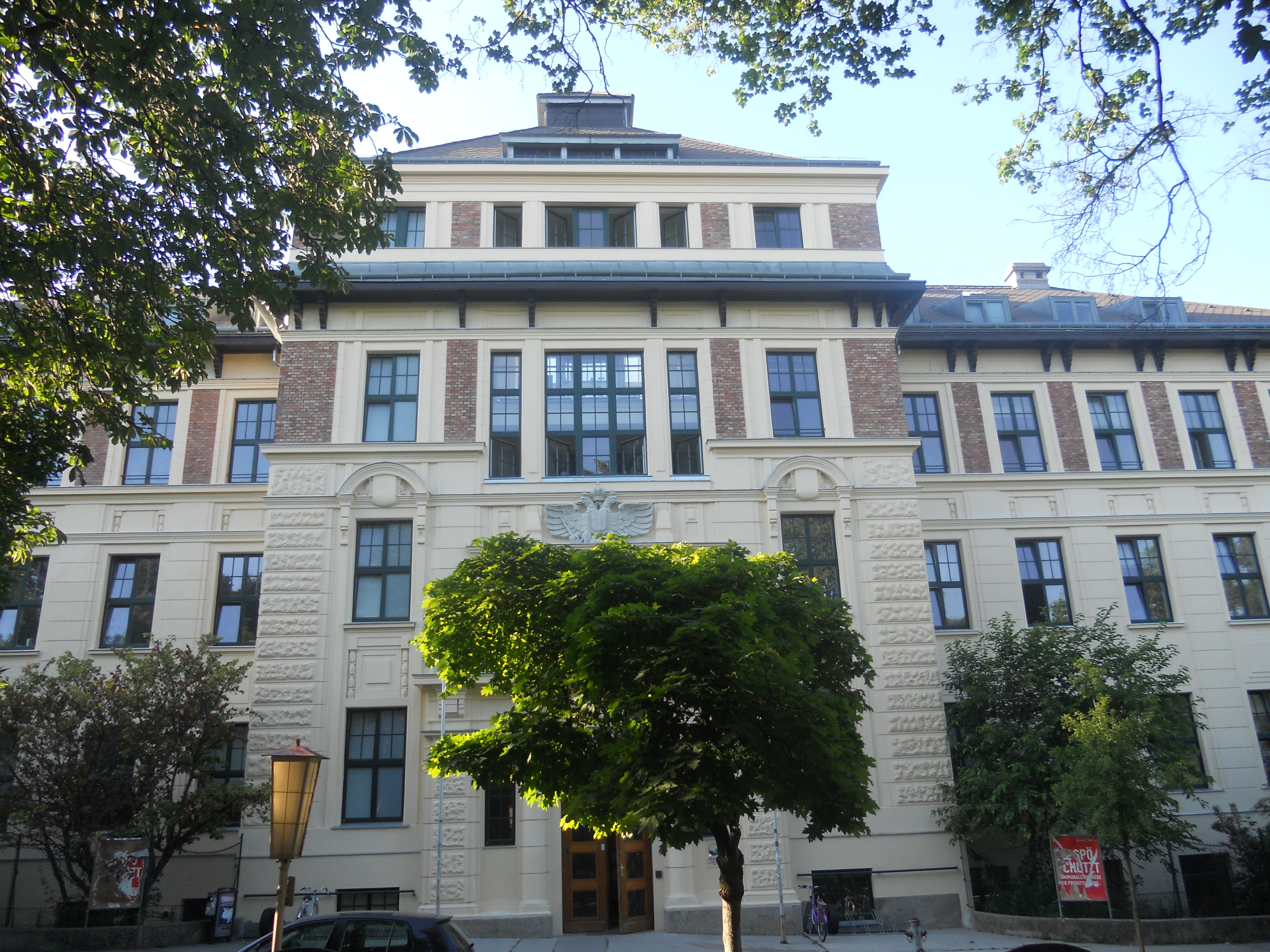
Das Guttenberghaus der BOKU an der Feistmantelstraße

 Von ca. 1869 bis 1871 arbeitete er als Unterförster, später als Förster in Görz und Lokva im Ternovanaer Forst. 1871 zog der frisch verheiratete Guttenberg nach Innsbruck, wo er einen Posten als Forstkonzipist bezog. 1877 erhielt er eine Professur für Forstwirtschaft an der Hochschule für Bodenkultur in Wien (BOKU) und unterrichtete Holzmesskunde, Waldwertrechnung, forstliche Statistik, Forsteinrichtung, Forstverwaltungslehre und Rechnungswesen. In seiner Lehramtszeit wurde er drei Mal zum Rektor der BOKU gewählt.
1911 wurde Guttenberg emeritiert, er schrieb nun mehrere Fachbücher und unterstützte von da an einige Vereine. So gründete er 1912 den „Österreichischen Verein Naturschutzpark“. Von 1910 bis 1912 war er Vorsitzender des Deutschen und Österreichischen Alpenvereins. Ihm wurden mehrere Ehrungen zuteil, Kaiser Franz Joseph verlieh ihm den Titel eines Hofrates und würdigte seine Verdienste mit der Verleihung von Orden. Er erhielt die Ehrendoktorwürden der Philosophischen Fakultät der Universität Gießen und der Wiener Hochschule. Ritter von Guttenberg starb am 23. März 1917 an einem Krebsleiden.
Guttenberg war zweimal verheiratet. In erster Ehe war er mit Adelheid Heinrica Engelhardt (* 7. Januar 1846 in Görz; † 4. Februar 1875 in Innsbruck) verheiratet. Die Hochzeit fand am 29. November 1869 in Görz statt. Adele war die Tochter von Georg Ludwig Engelhardt, einem Privatbeamten und Angestellten der Ritterwerke aus Görz/Trieste und Josepha Schima aus Wien. Nach ihrem Tod vermählte sich Guttenberg am mit der jüngeren Schwester seiner verstorbenen ersten Frau, Friederike Elizabeth Antonia Engelhardt (* 11. März 1850, Görz; † 29. August 1912, Gusswerk bei Wien), Elise genannt. Aus der ersten Ehe entstammten zwei Töchter, Maria und Emilie. Mit Elise hatte Guttenberg weitere neun Kinder, fünf Söhne und vier Töchter.
Guttenbergs Sohn Adolf (* 1883; † 1924), auch Bulli genannt, war mit Thusnelda Birnbacher verheiratet, die gemeinsame Tochter Elfriede, verh. Czeija (1910–1990), wurde Psychologin und war an der Marienthalstudie beteiligt.
Guttenbergs Bruder, Feldmarschallleutnant Emil Ritter von Guttenberg, war der erste Eisenbahnminister in Österreich. Der älteste Bruder Hofrath Hermann von Guttenberg war Landforstinspektor der Steiermark. Weitere Brüder waren Justus von Guttenberg, Oberster des Generalstabes, Julius von Guttenberg aus Bregenz, Staatsbahnenoberinspektor und Ludwig von Guttenberg aus Villach, Oberleutnant a. D. und Staatsbahnbeamter.

## Würdigung
- Am 2. August 1907 ernannte ihn die Philosophische Fakultät der Landesuniversität Gießen zum Ehrendoktor.

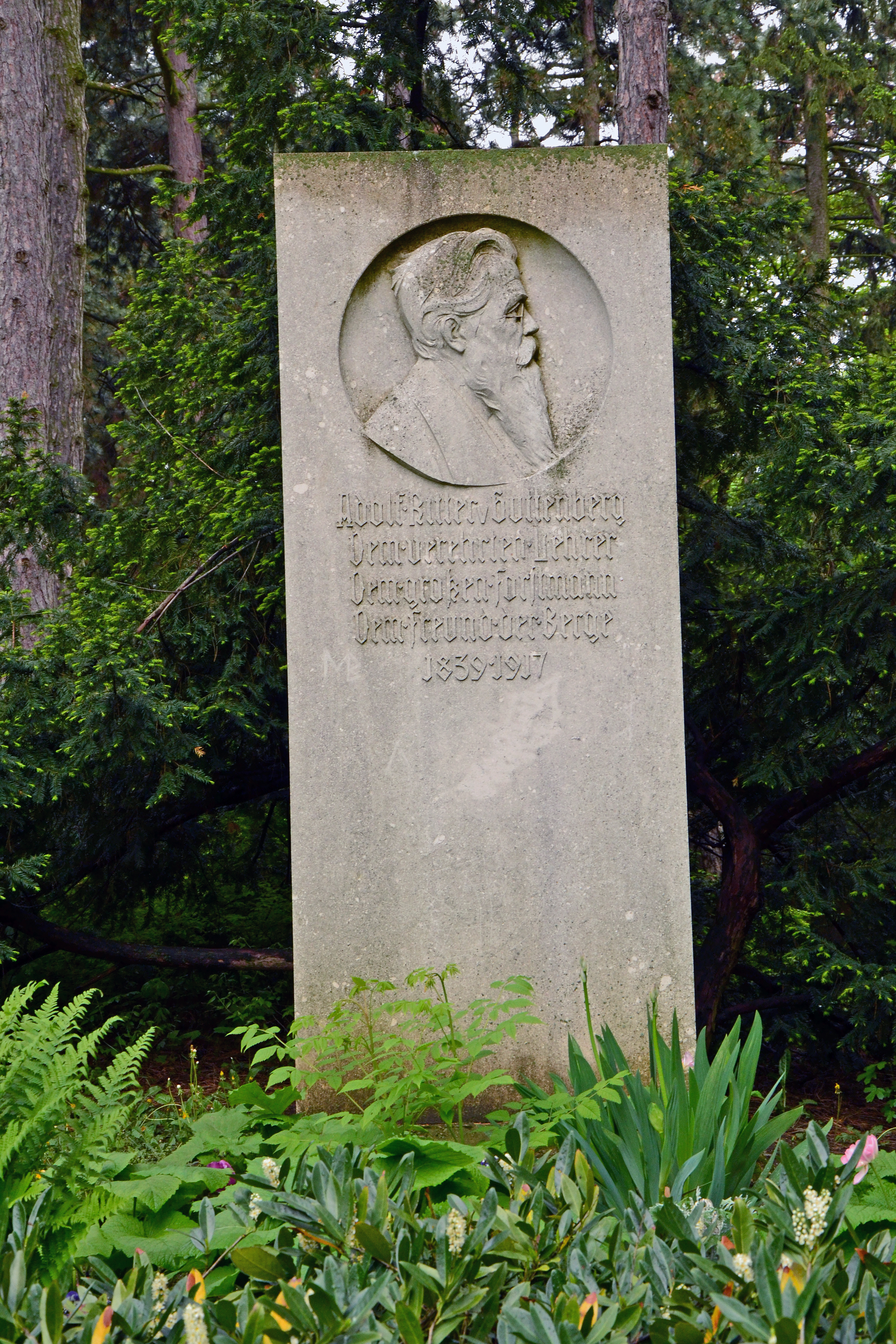
Adolf-Guttenberg-Denkmal im Türkenschanzpark in Wien

- Das im Jahr 1912 erbaute Guttenberghaus, eine Alpenvereinshütte im Dachsteingebirge, ist nach Adolf Ritter von Guttenberg benannt.

- Am 28. Juni 1933 wurde für Adolf Ritter von Guttenberg im Wiener Türkenschanzpark ein Denkmal enthüllt.

- 1941 erhielt die in den NSDStB überführte vormalige Burschenschaft Silvania Wien die Bezeichnung „Kameradschaft Adolf Ritter von Guttenberg“.[17]

- Im Jahr 1910 wurde in Wien-Währing ein Ergänzungs- und Musealbau zur Hochschule für Bodenkultur genehmigt. Dieses an der Feistmantelstraße gelegene Gebäude erhielt in einer Sitzung des Professorenkollegiums vom 7. Juli 1960 den Namen Adolf-von-Guttenberg-Haus.[18]

- Im Jahr 2017 wurde zum 100. Todestag von Adolf Ritter von Guttenberg an der Universität für Bodenkultur Wien eine Ausstellung gezeigt.[18]